# Фінал кубка Англії з футболу 1926
Фінал кубка Англії з футболу 1926 — 51-й фінал найстарішого футбольного кубка у світі. Учасниками фіналу були «Болтон Вондерерз» і «Манчестер Сіті». Володарем кубкового трофею став «Болтон Вондерерз».

## Шлях до фіналу
| «Болтон Вондерерз»           | «Болтон Вондерерз» | «Болтон Вондерерз»                                                               | Раунд           | «Манчестер Сіті»    | «Манчестер Сіті» | «Манчестер Сіті»                        |
| ---------------------------- | ------------------ | -------------------------------------------------------------------------------- | --------------- | ------------------- | ---------------- | --------------------------------------- |
| Суперник                     | Результат          | Матчі                                                                            |                 | Суперник            | Результат        | Матчі                                   |
| «Аккрінгтон Стенлі»          | 1—0                | 1—0 вдома                                                                        | Третій раунд    | «Корінтіан»         | 7—3              | 3—3 на виїзді, 4—0 вдома (перегравання) |
| «Борнмут енд Боском Атлетік» | 8—4                | 2—2 на виїзді, 6—2 вдома (перегравання)                                          | Четвертий раунд | «Гаддерсфілд Таун»  | 4—0              | 4—0 вдома                               |
| «Саут Шилдс»                 | 3—0                | 3—0 вдома                                                                        | П'ятий раунд    | «Крістал Пелес»     | 11—4             | 11—4 вдома                              |
| «Ноттінгем Форест»           | 3—2                | 2—2 на виїзді, 0—0 вдома (перегравання), 1—0 на нейтральному полі (перегравання) | Шостий раунд    | «Клептон Орієнт»    | 6—1              | 6—1 на виїзді                           |
| «Свонсі Сіті»                | 3—0                | 3—0 на нейтральному полі                                                         | 1/2 фіналу      | «Манчестер Юнайтед» | 3—0              | 3—0 на нейтральному полі                |

## Матч
| 24 квітня 1926 |

| Болтон Вондерерз | 1:0      | Манчестер Сіті |
| ---------------- | -------- | -------------- |
| Джек 76'         | Протокол |                |

| Вемблі, Лондон Глядачів: 91 447 Арбітр: І.Бейкер |

|  |  |

|                   |  |                 |  |
|                   |  |                 |  |
| В                 |  | Дік Пім         |  |
| З                 |  | Гаррі Грінгалг  |  |
| З                 |  | Боб Гейворт     |  |
| ПЗ                |  | Гаррі Наттолл   |  |
| ПЗ                |  | Біллі Дженнінгс |  |
| ПЗ                |  | Джиммі Седдон   |  |
| Н                 |  | Тед Візард      |  |
| Н                 |  | Джо Сміт (к)    |  |
| Н                 |  | Девід Джек      |  |
| Н                 |  | Джек Сміт       |  |
| Н                 |  | Біллі Батлер    |  |
| Головний тренер:  |  |                 |  |
| Чарльз Фоуверакер |  |                 |  |

|                    |  |                      |  |
|                    |  |                      |  |
| В                  |  | Джиммі Гудчайлд      |  |
| З                  |  | Філіп Макклой        |  |
| З                  |  | Сем Куксон           |  |
| ПЗ                 |  | Джиммі Макмаллан (к) |  |
| ПЗ                 |  | Сем Кауан            |  |
| ПЗ                 |  | Чарлі Прінгл         |  |
| Н                  |  | Джордж Гікс          |  |
| Н                  |  | Томмі Джонсон        |  |
| Н                  |  | Френк Робертс        |  |
| Н                  |  | Томмі Бровел         |  |
| Н                  |  | Біллі Остін          |  |
| Головний тренер:   |  |                      |  |
| Альберт Александер |  |                      |  |